# Пержа
 Пержа  — деревня в Яранском районе Кировской области в составе Кугушергского сельского поселения.

## География
Расположена на расстоянии примерно 23 км по прямой на юго-запад от города Яранск.

## История
Известна с 1905 года как деревня, в которой дворов 86 и жителей 564, в 1926 году здесь (Пержа или Бовыкино)  120 и 673, в 1950 (Пержинский) 65 и 213, в 1989 18 жителей .

## Население
Постоянное население составляло 1 человек (русские 100%) в 2002 году, 0 в 2010.